# 2角人民币硬币
人民币2角硬币首次发行于1980年4月5日。仅第三套人民币中有2角硬币，且已于2000年7月1日停止流通。随着2018年5月1日第四套人民币2角纸币停止流通，市面上已无正在发行的2角人民币。

## 历史
第三套人民币2角硬币于1980年4月15日发行。硬币为铜锌合金材质，直径23mm，正面为中华人民共和国国徽以及国号（简体字），背面为齿轮、麦穗、阿拉伯数字“2”、“贰角”字样及铸造年份，币外缘为间断丝齿。该版本于2000年7月1日停止流通。
与第二套人民币相同，第三套人民币使用的也都是两小横在上的“贰”，硬币中改为简体字（即左下角为“贝”，而非“貝”）。